# Ludovico Einaudi
Ludovico Maria Enrico Einaudi OMRI (italiană: [ludoˈviːko eiˈnaudi] ⓘ; n. 23 noiembrie 1955, Torino, Italia) este un pianist și compozitor italian. Format la Conservatorio Verdi din Milano, Einaudi și-a început cariera în calitate de compozitor clasic, încorporând mai târziu alte stiluri și genuri precum pop, rock, folk și muzică etnică.
Einaudi a compus partitura pentru o serie de filme și producții de televiziune, printre care This Is England, The Intouchables, I'm Still Here, miniseria TV Doctor Zhivago și Acquario (1996), pentru care a câștigat Grolla d'oro. Muzica sa a fost folosită ca partitură pentru filmele câștigătoare ale Globului de Aur, Ținutul nomazilor și The Father.
De asemenea, a lansat o serie de albume solo pentru pian și alte instrumente, în special I Giorni în 2001, Nightbook în 2009 și In a Time Lapse în 2013. La 1 martie 2019, Einaudi a anunțat un proiect în șapte părți numit Seven Days Walking, care a fost lansat pe parcursul a șapte luni în 2019.

## Tinerețe si educație
Einaudi s-a născut la Torino, Piemont. Tatăl său, Giulio Einaudi, a fost un editor care a lucrat cu autori precum Italo Calvino și Primo Levi, și fondatorul Giulio Einaudi Editore, în timp ce bunicul său patern, Luigi Einaudi, a fost președinte al Italiei între 1948 și 1955. Mama lui, Renata Aldrovandi, îi cânta la pian în copilărie. Tatăl ei, Waldo Aldrovandi, a fost pianist, dirijor de operă și compozitor care a emigrat în Australia după al Doilea Război Mondial.
Einaudi a început să-și compună propria muzică în adolescență, cântând mai întâi la chitară populară. Și-a început pregătirea muzicală la Conservatorio Verdi din Milano, obținând diploma în compoziție în 1982. În același an a urmat o clasă de orchestrație susținută de Luciano Berio și a primit o bursă pentru Festivalul de Muzică Tanglewood. Potrivit lui Einaudi, „[Luciano Berio] a făcut niște lucrări interesante cu muzica vocală africană și a făcut niște aranjamente ale cântecelor Beatles și m-a învățat că există un fel de demnitate în interiorul muzicii. Am învățat orchestrația de la el și un mod foarte deschis de a gândi despre muzică.” De asemenea, a învățat colaborând cu muzicieni precum Ballaké Sissoko din Mali și Djivan Gasparyan din Armenia. Muzica lui este ambientală, meditativă și adesea introspectivă, bazându-se pe minimalism și pop contemporan.

## Cariera muzicală

### anii 1980
După ce a studiat la conservatorul din Milano și ulterior cu Berio, Einaudi a petrecut câțiva ani compunând în forme tradiționale, inclusiv mai multe compoziții de cameră și orchestrale. El a atras curând atenția internațională și muzica sa a fost interpretată în locații precum Teatro alla Scala, Festivalul de muzică Tanglewood, Lincoln Center și Centrul UCLA pentru Artele Spectacolului.
La mijlocul anilor 1980, a început să caute o expresie mai personală într-o serie de lucrări pentru dans și multimedia, și mai târziu pentru pian.
Unele dintre colaborările sale în teatru, video și dans au inclus compoziții pentru Sul filo d'Orfeo în 1984, Time Out în 1988, o piesă de dans și teatru creată cu scriitoarea Andrea De Carlo, The Wild Man in 1990, și Împăratul în 1991. Colaborările ulterioare includ Salgari (Per terra e per mare) (1995), o operă/balet comandată de Arena di Verona cu texte de Emilio Salgari, Rabindranath Tagore și Charles Duke Jr, și EA Poe (1997), care a fost concepută ca o coloană sonoră pentru filme mute.

### Coloane sonore
Einaudi a început să-și folosească stilul pentru a compune coloane sonore de film la mijlocul anilor 1990. A început cu două filme de Michele Sordillo, Da qualche parte in città în 1994 și Acquario în 1996, pentru care a câștigat Grolla d'oro pentru cea mai bună coloană sonoră. În 1998, a compus coloana sonoră pentru Treno di panna și partitura pentru Giorni dispari de Dominick Tambasco.
În 2000, a colaborat cu Antonello Grimaldi la Un delitto impossibile, și a compus și coloana sonoră pentru Fuori del mondo, care a fost nominalizată la premiul Oscar și pentru care a câștigat premiul Echo Klassik în Germania în 2002. După lansarea albumului său de debut, câteva fragmente au fost incluse în filmul Aprile de Nanni Moretti. În 2002, coloana sa sonoră pentru Luce dei miei occhi a fost desemnată cea mai bună coloană sonoră la Italian Music Awards 2002.
În 2002, Einaudi a câștigat un premiu italian pentru cea mai bună muzică de film pentru Luce dei miei occhi. Allmusic a acordat 4,5/5 stele pentru partitura din serialul TV Doctor Zhivago din 2002 și a publicat o recenzie strălucitoare, comparând-o în pricepere cu partitura lui Maurice Jarre din adaptarea anterioară a filmului.
În 2004, coloana sa sonoră pentru Sotto falso nome a primit premiul pentru cea mai bună muzică de film la Festivalul de Film de la Avignon.
În 2010, Einaudi a scris muzica pentru trailerul lui Black Swan. „Due Tramonti” a fost prezentat în filmul I'm Still Here (2010), regizat de Casey Affleck. Compoziția sa „Nuvole Bianche” a fost prezentată în filmul Insidious (2010), regizat de James Wan, drama TV britanică This Is England 86, și în serialul TV Derek (2012), regizat de și cu Ricky Gervais în rol principal. La The Intouchables (2011), cel mai mare film de box office din istoria Franței, a contribuit cu piesele „Fly”, „Writing Poems”, „L’origine nascosta”, „Cache-cache”, „Una Mattina” și „Primavera”. Filmul This Is England a prezentat Fuori dal mondo și Dietro casa. Serialul de dramă TV britanic This Is England '88 conținea și piesele „Fuori Dalla Notte”, „Solo” (o piesă bonus din Nightbook), „Berlin Song” și „Distacco”.
În 2016, Einaudi a participat la campania Greenpeace pentru salvarea Arcticii.

### Lansări solo
Einaudi are contract cu Decca Records și este publicat de Chester Music Limited, parte a Music Sales Group of Companies.

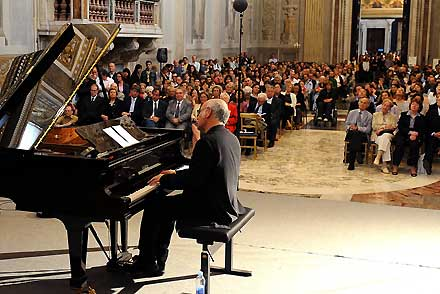
Ludovico Einaudi la Palatul Quirinal în 2008

După Time Out, inspirat de multimedia, în 1988, în 1992 a lansat Stanze, pe care îl compusese pentru harpă. Albumul a fost interpretat de Cecilia Chailly, una dintre primele muziciene care a folosit o harpă electrică. Einaudi a lansat primul său album solo pentru pian, Le Onde, în 1996, sub BMG. Albumul se bazează pe romanul The Waves al scriitoarei britanice Virginia Woolf și s-a bucurat de un succes popular, în special în Italia și Marea Britanie. Continuarea sa din 1999, Eden Roc, a fost lansată și pe BMG, cu piese mai scurte. Pentru proiect a colaborat cu muzicianul armean de duduk, Djivan Gasparyan.
Următoarea sa lansare pentru pian solo, I Giorni (2001), a fost inspirată de călătoriile sale în Africa. Piesa solo pentru pian „I Giorni” a fost prezentată într-o promoție BBC pentru programe de artă și cultură și a atras mult interes datorită difuzării piesei de către Greg James la BBC Radio 1 în iunie 2011. James a menționat că a găsit piesa terapeutică atunci când studia la universitate. Datorită difuzărilor repetate în acea lună, piesa a intrat în UK Singles Chart pe locul 32 pe 12 iunie 2011.
În 2003, Einaudi a lansat albumul live La Scala Concert 03.03.03, care a fost înregistrat la celebra operă La Scala din Milano. Albumul său din 2003 Diario Mali este o altă colaborare, cu Einaudi la pian și cu muzicianul malian Ballaké Sissoko la kora. În 2004, Einaudi a lansat albumul Una Mattina la Decca Records. Albumul din 2006 Divenire este format din pian acompaniat de orchestră. Albumul include și piesa apreciată de critici a artistului, „Primavera”. A fost înregistrată de Royal Liverpool Philharmonic Orchestra, cu Einaudi ca maestru de pian. La scurt timp după lansare, Einaudi a plecat în turneu în diferite locuri din Marea Britanie, cântând atât muzica de pe Divenire, cât și aranjamente orchestrale ale celorlalte lucrări ale sale. Albumul a ajuns pe primul loc în topul iTunes clasic.</ref>
În octombrie 2009, Nightbook a fost lansat. Albumul l-a văzut pe Einaudi luând o nouă direcție cu muzica sa, în timp ce a încorporat sunete sintetizate alături de pianul său. Albumul a fost conceput și înregistrat ca răspuns la pictorul și sculptorul german Anselm Kiefer, precum și un spațiu de expoziție în care Einaudi a cântat pentru deschiderea unei galerii pentru Kiefer. De asemenea, a fost inspirat de tobe și electronice ale Whitetree Project, un trio format de Einaudi, cu Robert și Ronald Lippok de la To Rococo Rot, un grup electronic german. În Italia, albumul a fost de aur cu peste 35.000 de copii vândute.
Albumul lui Einaudi In a Time Lapse a fost lansat pe 21 ianuarie 2013, cu turnee de sprijin în SUA și Canada. A apărut și pe KCRW din Los Angeles. Pe 17 septembrie 2013, Einaudi a interpretat diverse melodii din In a Time Lapse, împreună cu un nou ansamblu, la festivalul anual iTunes organizat la Roundhouse din Londra. Grupul a repetat în mod intim această performanță în hambarul casei lui Einaudi. În martie 2016, la Royal Liverpool Philharmonic Orchestra a avut loc premiera mondială a unui nou concert pentru pian, „Domino”.

## Stil
Într-o recenzie a lui Elements, Steve Nagel de la Classicalite scrie „pentru că Einaudi greșește atât de mult de partea minimalismului și pop, încât ar putea fi mai potrivit să-și eticheteze muzica ca un produs al mișcării New Age, care – deși aparent mai puțin ambițioasă decât structuri clasice mai largi — se concentrează mai mult pe relaxare, coeziune, elemente ale naturii și un aer de optimism”. Ben Beaumont-Thomas de la The Guardian, într-o recenzie negativă a unui spectacol live din 2016, îl critică pe Einaudi: „[el] se prezintă drept antiteza conservatorului înfundat, dar apoi cântă muzică mai puțin aventuroasă decât cea a unei trupe indie obișnuite”, plângându-se că „Einaudi agravează acest lucru fiind un pianist mediocru. El poate rafina o frază, dar este cu mândrie anti-virtuoză, cântând doar arpegii simple și melodii limpide de patru note”.

## Discografie

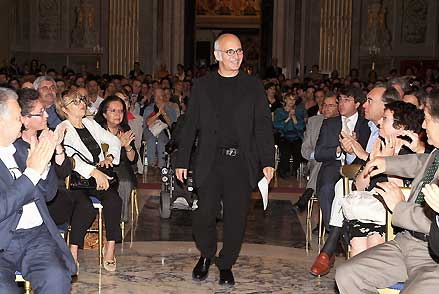
Einaudi în 2008

### Albume de studio
- Time Out (diverse instrumente; experimental) (1988)
- Stanze (harpă) (1992)
- Salgari (diverse instrumente; balet) (1995)
- Le Onde (pian) (1996)
- Eden Roc (pian și coarde) (1999)
- I Giorni (pian) (2001)
- Diario Mali (pian, kora) (2003)
- Una Mattina (pian, violoncel) (2004)
- Divenire (pian, orchestră de coarde, electronică) (2006)
- Nightbook (pian, electronic) (2009)
- In a Time Lapse[33][34] (pian, electronic) (2013)
- Taranta Project (pian, electronic, orchestră, violoncel, kora) (2015)
- Elemente (pian, electronică, orchestră) (2015)
- Seven Days Walking (pian, vioară, violă, violoncel) (2019)
- 12 cântece de acasă (pian) (2020)
- Sub apă (pian) (2022)

### Albume live
- Concert La Scala 03.03.03 (2003)
- Live in Berlin (2007)
- Festivalul iTunes: Londra 2007 (2007)
- Live în Praga (2009)
- Concertul Royal Albert Hall (2010)
- La notte della Taranta 2010 (2011)
- Festivalul iTunes: Londra 2013 (2013)
- In a Time Lapse Tour (2014)
- Elements, Special Tour Edition (2016)

### Compilații
- Ecouri: Colecția Einaudi (2003)
- I primi capolavori (2010)
- Islands: Essential Einaudi (2011)
- Einaudi Essentiel (2012)
- Undiscovered (2020)[35][36]
- Cinema (2021)[37]

### Remixuri
- Table Vs Ludovico Einaudi (2002)
- Elemente, Remixuri (2016)

### Single
- „Ultimi Fuochi” (1998)
- „Blusound” (2001)
- „Noapte” (2015)
- „Elemente” (2015)
- „Drop” (2015)
- „Elegie pentru Arctica”[38] (2016)
- „Luminous” (2021) [39]

### Cu Whitetree
- Cloudland [40] (2009)

### Partituri de film și televiziune

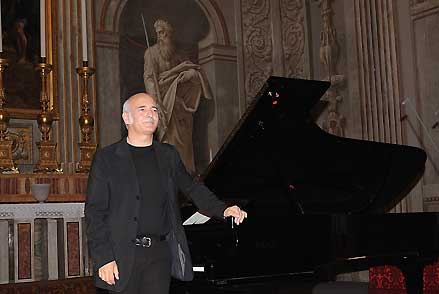
Einaudi la un spectacol solo în 2008

- Treno di panna (Regizor: Andrea De Carlo) (1988)
- Da qualche parte in città (Regizor: Michele Sordillo) (1994)
- Acquario (Regizor: Michele Sordillo) (1996)
- Aprile (Regizor: Nanni Moretti ) (1998)
- Giorni dispari (Regizor: Dominick Tambasco) (1998)
- Fuori dal mondo (Regizor: Giuseppe Piccioni) (1999)
- La vita altrui (Regizor: Michele Sordillo) (2000)
- Un delitto impossibile (Regia: Antonio Luigi Grimaldi) (2000)
- Le parole di mio padre (Regizor: Francesca Comencini) (2001)
- Alexandreia (Regizor: Maria Iliou) (2001)
- Luce dei miei occhi (Regizor: Giuseppe Piccioni) – Premiul pentru cea mai bună coloană sonoră de film (2002)
- Doctor Jivago (mini-serie TV, Regia: Giacomo Campiotti) (2002)
- Sotto falso nome (Regizor: Roberto Andò) – Premiul pentru cea mai bună muzică de film la Festivalul de Film de la Avignon 2004 (2004)
- Misiune: Saturn (2004)
- This Is England (Regizor: Shane Meadows)[41] (2006)
- This Is England '86 (Regizor: Shane Meadows)[41] (2010)
- Stargate Universe – Patogen (2010)
- Sangandaan – Landas ng Buhay (2010)
- Sunt încă aici (Regizor: Casey Affleck) (2010)
- Das Ende ist mein Anfang – film german (2010)
- Trailerul Black Swan (Regizor: Darren Aronofsky) (2010)
- This Is England '88 (Regizor: Shane Meadows)[42] (2011)
- Invincibilii – (Regizor: Olivier Nakache & Eric Toledano) (2011)
- Primavera – (Gary Speed RIP Documentary: Sport Wales) (2011)
- J. Edgar – (Regizor: Clint Eastwood) (2012)
- Derek (episod pilot) – (Regizor: Ricky Gervais) (2012)
- The Water Diviner – (Regizor: Russell Crowe) (2014)
- Mami – (Regizor: Xavier Dolan) (2014)
- This Is England '90 – (Regizor: Shane Meadows) (2015)
- The Third Murder – (Regizor: Hirokazu Koreeda) (2017)
- Tatăl – (Regizor: Florian Zeller) (2020)
- Ținutul nomazilor – (Regizor: Chloé Zhao) (2020)
- Cosmos: Possible Worlds – (serial TV, regizor: Ann Druyan; episod: „The Sacrifice of Cassini”, partitură de Alan Silvestri) (2020)

### Comerciale, altele

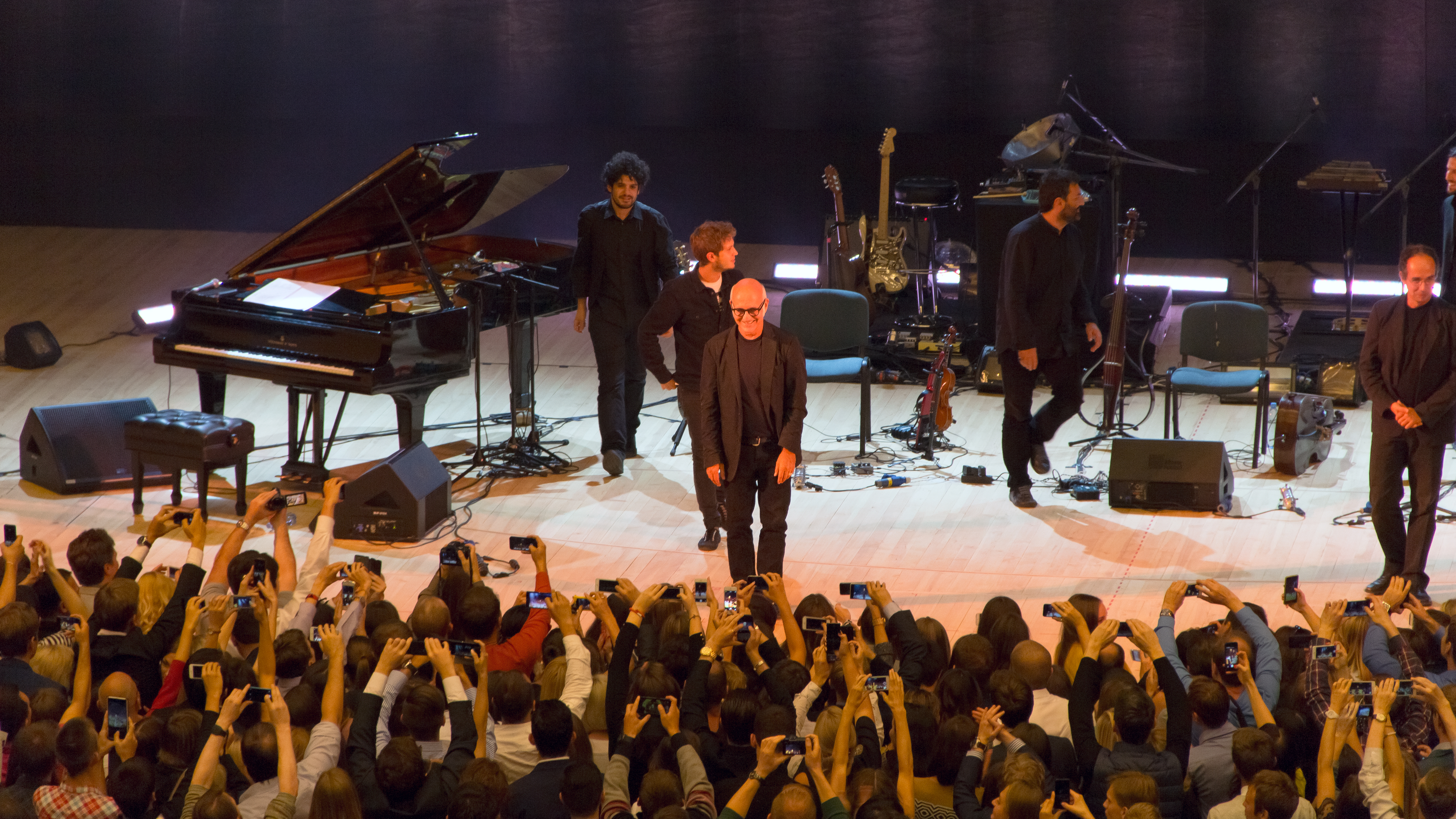
Einaudi la un concert la Moscova, 12 septembrie 2014

- BBC – muzică de fundal pentru un minut de reculegere pentru decesele recente în curse înainte de Marele Premiu de Formula 1 al Indiei (30 octombrie). (2011)
- Reclamă TV Airtel India Endless Goodbye pe YouTube – fragment din „I Giorni”. (2011)
- Reclamă TV Procter & Gamble „The Best Job” pentru Jocurile Olimpice 2012 (fragment din "Divenire" pe YouTube). (2012)
- Numeroase episoade ale emisiunii Top Gear de la BBC, inclusiv Specialul Bolivia din 2009.
- Anul creării necunoscut: National Basketball Association (NBA) of America, Where Will Amazing Happen This Year (Magic Johnson Sky Hook) pe YouTube.
- Speciala de Crăciun a lui James May Toy Stories, fragment din „Divenire”. (2012)
- Muzica de fundal „The Snow Prelude N. 03 in C Major” pentru reclamele Nationwide Building Society. (2012)
- Vodafone RED, fragment din „Walk”. (2013)
- BBC – The Apprentice – Episodul 7: Caravane (Lady Labyrinth & The Crane Dance).[43] (2013)
- Publicitate British Airways: Today, Tomorrow pe YouTube, „Experience (Starkey Remix)” pentru reclamă (2013)
- Één 'BIRTHDAY', documentar belgian al fotografului Lieve Blancquaert (nl.wikipedia)⁠(d) – 9 episoade.[44] – „Life” ca piesă intro și outro
- Trailer internațional „The Book Thief” – „Life” – The Book Thief: Official Trailer #1 HD (2014), 20centuryfox pe YouTube.
- „Moving Art” Louie Schwartzberg, seria Netflix. (2013)
- Primul trailer „Valiant Hearts: The Great War” – Valiant Hearts: The Great War official trailer (UK) pe YouTube. (2013)
- Reclamă TV Procter & Gamble pentru Jocurile Olimpice de la Soci 2014 – „Primavera”. (2014)
- Ghid spiritual Alan Watts, Choices – „Experience” Video pe YouTube. (2014)
- Reclamă Nike Golf, omagiul lui Rory Mcilroy pentru Tiger Woods – „Nuvole Bianche”. (2015)
- ANZ Australia: Welcome to Your World, Your Way pe YouTube, „Experiență” pentru reclamă. (2015)
- Video promoțional UFC 193: UFC 193: Rousey vs. Holly Holm – Revolution pe YouTube, „Experiență”. (2015)
- BBC: „Fly” a folosit ca temă muzicală pentru serialul TV Doctor Foster. (2015)
- RTVE: „Nuvole Bianche” a fost folosit ca tema muzicală a reclamei la Loteria Spaniolă din 2015. (2015)
- BBC MasterChef: The Professionals, „Life” a fost folosit când a fost anunțat câștigătorul. (2015)
- SKY Sports, muzică „Experience” pentru reclame și alte caracteristici la Golf Open 2016. (2016)
- Reclamă TV Procter & Gamble Strong pe YouTube pentru Jocurile Olimpice de la Rio 2016, muzică „Experience” pentru reclamă. (2016)
- Amazon Prime – Un preot și un imam se întâlnesc pentru o ceașcă de ceai. Extras din „I Giorni”. (2016)
- Finalul seriei Sense8 „Amor Vincit Omnia”, „Experience” a fost jucat în timpul scenei de închidere. (2018)